# Кац, Глория
Глория Перл Кац (англ. Gloria Pearl Katz; 25 октября 1942, Лос-Анджелес, Калифорния, США — 25 ноября 2018, там же) — американская сценаристка и продюсер, известная своими сценариями к фильмам «Индиана Джонс и храм судьбы», «Говард-утка» и «Американские граффити», за который в 1974 году была номинирована на премию «Оскар».

## Карьера
В начале 1970-х вместе со своим мужем — соавтором и режиссёром Уиллардом Хайком начали сотрудничать с Джорджем Лукасом, в частности совместно написали сценарий к киноленте «Американские граффити», за что были награждены премией Национального общества кинокритиков США и были номинированы на «Оскар». Также вместе с Уиллардом Хайком написали сценарий к кассовому приключенческому фильму Стивена Спилберга «Индиана Джонс и храм судьбы» и фентезийной комедии «Говард-утка», которая принесла им нежелательные награды антипремии «Золотая малина».
С 25 ноября 1969 года замужем за режиссёром и сценаристом Уиллардом Хайком, у них есть дочь Ребекка Хайк (1983 г. р.).

## Смерть
Глория Кац долгое время боролась с онкологическим заболеванием. Умерла 25 ноября 2018 года находясь в медицинском центре, ровно через месяц после своего 76-го дня рождения.

## Фильмография
| Год  | Фильм                             | Оригинальное название                | Работа                                 |
| ---- | --------------------------------- | ------------------------------------ | -------------------------------------- |
| 1973 | • Мессия зла                      | Messiah of Evil                      | сценарист, режиссёр, продюсер, актриса |
| 1973 | • Американские граффити           | American Graffiti                    | сценарист                              |
| 1975 | • Лодка «Счастливая леди»         | Lucky Lady                           | сценарист                              |
| 1979 | • Новые американские граффити     | More American Graffiti               | сценарист                              |
| 1979 | • Французские открытки            | French Postcards                     | сценарист, продюсер, актриса           |
| 1984 | • Индиана Джонс и храм судьбы     | Indiana Jones and the Temple of Doom | сценарист                              |
| 1984 | • Лучший способ защиты            | Best Defense                         | сценарист, продюсер                    |
| 1986 | • Говард-утка                     | Howard the Duck                      | сценарист, продюсер                    |
| 1989 | • Матери, дочери и любовники (ТВ) | Mothers, Daughters and Lovers        | сценарист, исполнительный продюсер     |
| 1994 | • Убийства на радио               | Radioland Murders                    | сценарист                              |

## Награды и номинации
Премия «Оскар» за лучший оригинальный сценарий:
- 1974 — «Американские граффити» (номинация, совместно с Джорджем Лукасом и Уиллардом Хайком)

Премия Гильдии сценаристов США за лучший оригинальный сценарий для кинокомедии:
- 1974 — «Американские граффити» (номинация, совместно с Джорджем Лукасом и Уиллардом Хайком)

Премия Национального общества кинокритиков США за лучший сценарий:
- 1974 — «Американские граффити» (награда, совместно с Джорджем Лукасом и Уиллардом Хайком)

Премия Нью-Йоркского общества кинокритиков за лучший сценарий:
- 1974 — «Американские граффити» (награда, совместно с Джорджем Лукасом и Уиллардом Хайком)

Премия «Сатурн» за лучший сценарий:
- 1985 — «Индиана Джонс и храм судьбы» (номинация, совместно с Уиллардом Хайком)

Премия «Золотая малина»:
- 1987 — за худший фильм — «Говард-утка» (награда)
- 1987 — за худший сценарий — «Говард-утка» (награда, совместно с Уиллардом Хайком)
- 1990 — за худший фильм десятилетия — «Говард-утка» (номинация)[19]